# Lola Bobesco
Lola Violeta Ana-Maria Bobesco (geb. Bobescu; * 9. August 1921 in Craiova; † 4. September 2003 in Sart-lez-Spa) war eine belgische Geigerin rumänischer Herkunft.

## Leben
Die Tochter des Komponisten und Dirigenten Aurel Bobescu bekam ab dem dritten Lebensjahr Violinunterricht und trat, begleitet von ihrem Vater, im Alter von sieben Jahren zum ersten Mal öffentlich auf. Von 1928 bis 1930 studierte sie bei Marcel Chailley an der École normale de Musique in Paris, danach bis 1935 am Pariser Konservatorium bei Jules Boucherit.
In Paris debütierte Bobesco 1933 am Klavier von Céliny Chailley-Richez begleitet mit César Francks Violinsonate und Gabriel Faurés Erster Violinsonate. 1936 führte sie Beethovens Violinkonzert mit dem Orchestre Colonne unter Paul Paray auf. 1937 belegte sie beim Concours  Eugène Ysaye in Belgien den siebenten Platz und hatte in der Folge Gelegenheit, mit Willem Mengelberg, Willem van Otterloo und Ernest Ansermet aufzutreten.
1938 wurde Jacques Gisbien ihr Impresario. Er brachte sie mit dem Pianisten Jacques Genty (1921–2014), einem Schüler Lazare Lévys zusammen, mit dem sie sämtliche Violinsonaten Mozarts, Brahms’ und Schuberts aufführte. Zudem bildete sie Ende der 1930er Jahre mit dem Cellisten Antonio Janigro und dem Pianisten Dinu Lipatti ein Trio, mit dem sie Werke von Beethoven, Brahms und Schubert spielte.
Der Zweite Weltkrieg unterbrach die musikalische Laufbahn Bobescos. Ihr Klavierpartner Genty, den sie nach der Befreiung von Paris 1944 heiratete, war in dieser Zeit in der Résistance aktiv, für die sie Verbindungen nach Belgien hielt. 1946 trat sie mit Genty in der Reihe Jeunes talents français im Palais des Beaux-Arts in Brüssel auf und erhielt von Philippe de Burbure das Angebot, in seinem Schloss bei Brüssel zu leben. Sie machte fortan Brüssel zu ihrem Lebensmittelpunkt und gründete 1958 in Lüttich das Orchestre Royal de Chambre de Wallonie.
1960  trat sie erstmals unter Leitung von Hans Schmidt-Isserstedt mit den Berliner Philharmonikern auf, von denen sie insgesamt dreimal eingeladen wurde, und sie gab Konzerte unter Karl Böhm, Otto Klemperer, Rudolf Kempe und Ernest Ansermet. Von 1962 bis 1964 unterrichtete sie an den Konservatorien von Brüssel und Lüttich. Um 1980 wurde sie von Musikfreunden in Tokio entdeckt und hatte späte Erfolge als Geigerin in Japan. 1991 gründete sie in Brüssel das Streichquartett L’Arte del Suono.